# Балінське
Ба́лінське (рос. Балинское) — присілок у складі Катайського району Курганської області, Росія. Входить до складу Улугушської сільської ради.
Населення — 49 осіб (2010, 111 у 2002).
Національний склад станом на 2002 рік: росіяни — 86 %.